# Christodoulos Panayiotou

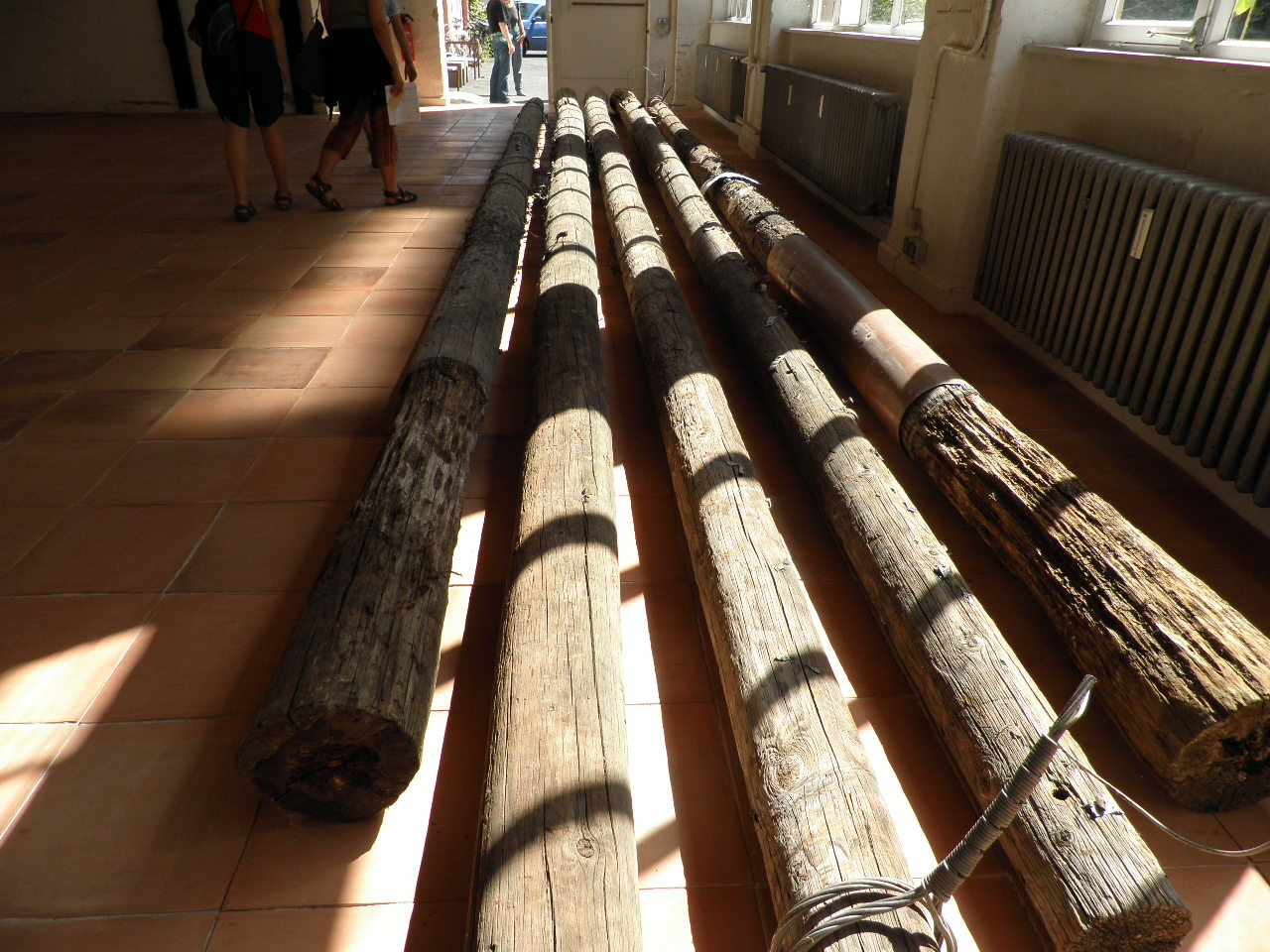
Odos Anexartisias (2012)

Christodoulos Panayiotou (* 1978 in Limassol) ist ein zyprischer Künstler, der in Limassol und Paris lebt. In Deutschland wurde er vor allem bekannt als Teilnehmer der dOCUMENTA (13).
Panayiotou hatte Einzelausstellungen im Centre d’Art Contemporain de Brétigny (2012), im Contemporary Art Museum St. Louis (2012), in der Galerie für zeitgenössische Kunst, Leipzig (2011), Kunsthalle Zürich (2010), Cubitt, London (2010), Künstlerhaus Bethanien, Berlin (2009), und im Modern Art Oxford (2006). Panayiotou war Preisträger des 4. DESTE-Prize der DESTE-Foundation, 2005.
| Personendaten    | Personendaten             |
| ---------------- | ------------------------- |
| NAME             | Panayiotou, Christodoulos |
| KURZBESCHREIBUNG | zyprischer Künstler       |
| GEBURTSDATUM     | 1978                      |
| GEBURTSORT       | Limassol                  |